# Feste Wortverbindungen des Deutschen
Feste Wortverbindungen des Deutschen ist ein innovatives Spezialwörterbuch der deutschen Sprache mit dem Untertitel Kollokationenwörterbuch für den Alltag. Es erschien 2014 unter Leitung von Annelies Häcki Buhofer, Marcel Draeger, Stefanie Meier und Tobias Roth im Verlag Francke. Das tausendseitige Wörterbuch gehört zur Kategorie der Kollokationswörterbücher.

## Charakteristik
Das Wörterbuch wurde im Rahmen eines Forschungsprojektes erstellt, das der Schweizerische Nationalfonds finanzierte. Der Wissenschaftliche Beirat des Projektes bestand aus den Professoren Harald Burger und Hans Bickel sowie aus der Professorin Brigit Eriksson. Die zugrunde liegenden Textsammlungen waren: Schweizer Textcorpus (20 Millionen Textwörter), das Kernkorpus des Digitalen Wörterbuchs der deutschen Sprache (100 Millionen Textwörter) und ein eigenes Textkorpus von 775 Millionen Textwörtern. Das Wörterbuch versammelt 95 000 Kollokationen in 1 986 Artikeln (1 165 Substantivartikel, 495 Verbartikel und 326 Adjektivartikel).
Entsprechend der Gerichtetheit von Kollokationen, die aus frei gewählten Basiswörtern und normgerecht zu wählenden sogenannten Kollokatoren bestehen, trägt das Wörterbuch nur Basiswörter ein und liefert dazu Kollokatoren. So enthält der Artikel KRIEG insgesamt 160 Kollokatoren (25 Adjektive, zum Beispiel völkerrechtswidriger Krieg; 52 Verben, darunter ein Land/die Welt/… mit Krieg überziehen; 12 Nomina, darunter die Wirren des Krieges; sowie 71 Zusammensetzungen, darunter kriegsmüde). Der Artikel KRITISCH verzeichnet 13 Adjektiv- und Adverbkollokatoren (wie kritisch bis ablehnend) und 10 Zusammensetzungen (wie überkritisch) und verweist zusätzlich auf 42 Basisartikel, in denen kritisch als Kollokator fungiert (darunter kritisch REAGIEREN). Alle Artikel sind reich an Beispielsätzen. So kommen im Artikel KRITISCH auf 23 Kollokatoren 9 ausführliche Beispielsätze.
Die Schwäche des Wörterbuchs liegt in seiner quantitativen Begrenztheit. Dafür ein Beispiel. Die Basisartikel KAMPF, KONFLIKT und STREIT nennen den Kollokator austragen (mit ausführlichen Beispielsätzen). Der Kollokator fehlt jedoch im Artikel KRIEG (Beispiel: Der Krieg in der Ukraine wird auch auf TikTok ausgetragen). Und weitere Basen wie Differenzen, ein Duell, Feindschaften, Streitigkeiten haben im Wörterbuch keinen Eintrag, ebenso wenig wie Abgrund (für den Kollokator klaffen) oder Junggeselle (für den Kollokator eingefleischt).
Das Wörterbuch wird online von einem Beiheft für Selbststudium und  Unterricht begleitet.